# مکتب منتظمیه

مکتب منتظمیه یا مکتب نظام‌گرا اصطلاحی است که برای توصیف یک مکتب فکری در موسیقی ایران و اعراب به کار می‌رود که در اواخر قرن هفتم هجری قمری در بغداد شکل گرفت و به‌خصوص در قرن نهم هجری و مدتی پس از آن رایج بود. صفی‌الدین ارموی بنیانگذار این مکتب فکری دانسته می‌شود و عبدالقادر مراغه‌ای از مهم‌ترین پیشگامان آن به‌شمار می‌آید. از قطب‌الدین شیرازی نیز به عنوان یکی دیگر از پیشگامان این مکتب فکری به خصوص در زبان فارسی یاد می‌شود.
در روشی که تا پیش از مکتب منتظمیه مرسوم بوده (و با نام مکتب مدرسی شناخته می‌شود)، محاسبات ریاضی برای توصیف فواصل موسیقی به اندازهٔ مکتب منتظمیه دقیق نبود. در مکتب منتظمیه این محاسبات با دقت بسیاری انجام شده‌اند، و اندازه‌گیری‌های دقیقی برای موقعیات پرده‌های ساز عود توسط اخوان الصفا ارائه شده‌است. به مدد فعالیت‌های عبدالقادر، مکتب منتظمیه در گستره‌ای پهناور که از یک سو به ترکیه و از سوی دیگر به هند می‌رسید مورد استفاده بوده‌است. با این حال، مکتب منتظمیه بیش از یک یا دو قرن مورد توجه نبود و با سقوط تیموریان در ایران، کمابیش کنار گذاشته شد. در سده‌های بعدی، تحولات موسیقایی مناطق اسلامی منجر به جایگزین شدن این مکتب با روش‌های نوین تئوری موسیقی شد، که شامل نظریات جدید حسین سعدالدین آرل و صوفی ازگی در ترکیه، و تحول مقام به دستگاه در ایران است.
اصطلاح «مکتب منتظمیه» ساختهٔ محققان اروپایی است، و بعداً به متون فارسی راه یافته‌است. این نام به نظم دقیقی که در این مکتب برای محاسبات ریاضی جهت توصیف نظری موسیقی به کار گرفته شده، اشاره دارد. مکتب منتظمیه از جهت همین محاسبات ریاضی و به خاطر «نظم نوینی» که به تئوری موسیقی اسلامی-ایرانی بخشیده مورد توجه است. با این حال، این مکتب به خاطر فقدان نگاه زیبایی‌شناسی به موسیقی مورد نقد بوده‌است.

## تاریخچه

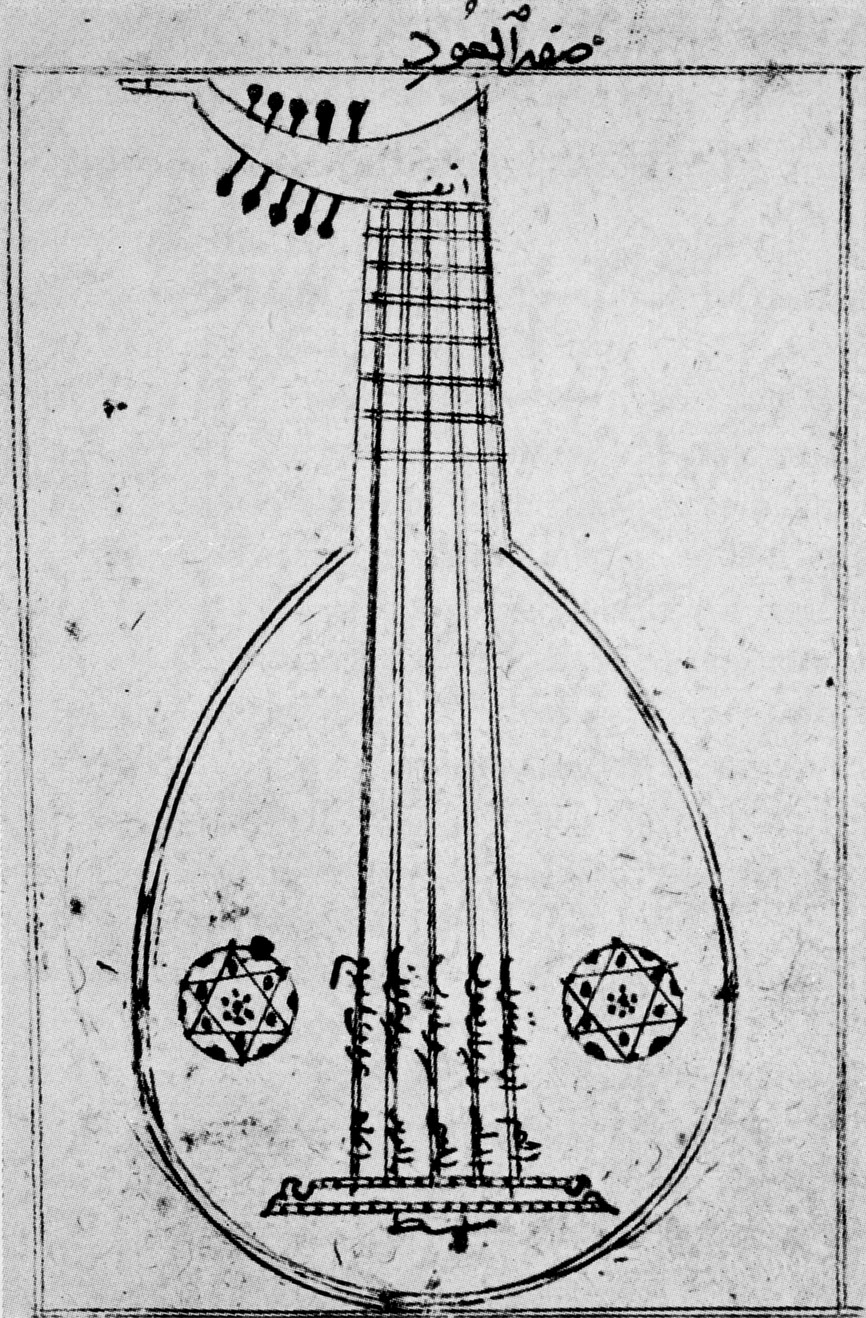
نقاشی از ساز عود توسط صفی‌الدین ارموی در رسالهٔ الأدوار مورخ ۱۳۳۳ م.؛ قدیمی‌ترین نسخهٔ الأدوار مورخ ۱۲۹۶ م. است.

از رساله‌هایی همچون مفتاح العلوم (نوشتهٔ قرن ششم هجری) چنین بر می‌آید که تا پیش از ظهور مکتب منتظمیه، در ایران و دیگر مناطق جهان اسلام از کوک فیثاغورثی برای سازهای موسیقی استفاده می‌شده‌است، تنها با این تفاوت که یک سری فواصل اضافی هم به آن افزوده می‌شده‌است. نظام تحلیل موسیقی این دوره با نام مکتب مدرسی شناخته می‌شود. شاخص‌ترین اثر مکتوب در این دوره، کتاب موسیقی کبیر از فارابی است. این مکتب فکری تا حدود قرن ۱۱ میلادی (قرن پنجم هجری) رواج داشت اما از حدود قرن ۱۳ میلادی (قرن هفتم هجری) و در زمان حکومت تیموریان جای خود را به مکتب جدیدی داد که بعدها با نام مکتب منتظمیه شناخته شد. تا پیش از ظهور مکتب منتظمیه سنت موسیقایی دیگری در مناطق شرقی (خراسان و ماوراء النهر) جریان داشت که بیشتر متمرکز بر جنبه‌های عملی و اجرایی موسیقی بود و در آن از گام‌هایی با ۱۲ پرده (درجه) استفاده می‌شده‌است؛ این نظام در رساله‌ای که محمد بن محمود بن محمد نیشابوری در قرن هفتم هجری نوشت شرح داده شده‌است. اما در زمان تیموریان مکتب منتظمیه به این مناطق نیز راه می‌یابد و سنت موسیقایی این مناطق را نیز تغییر می‌دهد.
در شکل‌گیری و گسترش مکتب منتظمیه، نقش سه موسیقی‌دان ایرانی بیش از بقیه حائز اهمیت دانسته می‌شود؛ این افراد عبارتند از: صفی‌الدین ارموی، عبدالقادر مراغه‌ای و قطب‌الدین شیرازی (بخش § افراد شاخص را ببینید). اگر چه تأثیرات مکتب منتظمیه تا قرن‌ها در منطقه‌ای وسیع (شامل هند، ماوراءالنهر و ترکیه) تداوم داشته، اما خود مکتب منتظمیه تا قرن نهم هجری، یا به روایتی تا سدهٔ شانزدهم میلادی (معدل قرن دهم هجری) رواج داشت. پس از این زمان روش قدیمی‌تری که مبتنی بر محاسبات فیثاغورث بود مجدداً رواج یافت، اما تفاوت‌های مهم این دو، به ویژه به‌کارگیری نت ریزپرده‌ای در مکتب منتظمیه موسوم به وسطای زلزل، که به گوش مردمان خاور نزدیک آشنا بوده، نهایتاً باعث می‌شود که روش قدیمی‌تر کنار زده بشود و نظام جدیدی از موسیقی مبتنی بر ربع پرده‌های مساوی در موسیقی ایرانی، موسیقی ترکی و موسیقی عربی شکل بگیرد. برخی از آخرین پیروان تأثیرگذار مکتب منتظمیه عبارت بودند از محمد بن عبدالحمید لاذقی (که رساله‌اش با نام الرساله الفتحیه فی الموسیقی که به بایزید دوم عثمانی تقدیم کرده بود جزو آخرین آثار این مکتب است و به خاطر مثال‌های فراوانی که از قطعات موسیقی رایج در خود دارد، اهمیت دارد) محمود بن عبدالعزیز که از نوادگان عبدالقادر بود و در امپراتوری عثمانی می‌زیست و رساله‌ای به نام مقاصد الأدوار نوشت و به بایزید دوم تقدیم کرد، و دیمیتری کانتمیر (که در عین پیروی از این مکتب خواهان اصلاحاتی در آن نیز بود؛ این اصلاحات بعداً توسط حسین سعدالدین آرل و صوفی ازگی به موسیقی ترکی راه یافتند). در ایران نیز با انقراض سلسلهٔ تیموریان مکتب منتظمیه تداوم چندانی نداشت و در دورهٔ صفویه جای خود را به نظام نظری دیگری داد که نهایتاً به شکل‌گیری موسیقی دستگاهی انجامید (ر.ک. تحول مقام به دستگاه).

### نامگذاری
اطلاق نام «مکتب منتظمیه» (که ترجمهٔ عبارت انگلیسی Systematist School است) به این مکتب فکری، اولین بار توسط اروپاییان انجام شد. دلیل این نامگذاری، رویکرد علمی و نظام‌مند دانشمندان این مکتب به تحلیل موسیقی بود، چنان‌که در دوران صفویه با افول این مکتب، دیدگاهی غیر علمی که موسیقی را به اساطیر، پیامبران، و مبادی فرابشری و غیرعلمی نسبت می‌داد مجدداً رشد کرد. نام «منتظمیه» به عنوان یک مکتب، در منابع کهن شرقی (فارسی، عربی و ترکی) دیده نمی‌شود و بعداً با ترجمهٔ نامی که محققان غربی برای نامیدن این مکتب به کار گرفتند رواج یافته‌است. در متون فارسی معاصر از لفظ «تئوری سیستماتیک» و «مکتب نظام‌گرا» نیز برای اشاره به این مکتب استفاده شده‌است.

## افراد شاخص

### صفی‌الدین ارموی
صفی‌الدین عبدالمؤمن بن ابی‌المفاخر یوسف بن فاخر ارموی در سال ۶۱۳ ه‍.ق در ارومیه به دنیا آمد. او در کودکی به بغداد مهاجرت کرد و بیشتر عمرش را در آنجا گذراند. او هم در دربار خلفای عباسی و هم در دربار هلاکو صاحب منصب بود و به هنرهایی همچون خوشنویسی و موسیقی تسلط داشت. از ارموی به عنوان بنیانگذار مکتب منتظمیه یادشده‌است. دو رسالهٔ او به نام‌های رساله شرفیه و الأدوار از متون بنیادین این مکتب دانسته می‌شوند، و تأثیر ارموی بر این مکتب چنان بوده که به او لقب «زارلینوی مشرق زمین» داده‌اند (اشاره به نام جوزفو زارلینو، نظریه‌پرداز شهیر ایتالیایی در حوزهٔ تئوری موسیقی که در دوران رنسانس می‌زیست). ارموی خود از نظریات دانشمندانی همچون ابن سینا، فارابی و ابن زیله تأثیر پذیرفته بود. با این حال، ارموی در توصیف اجناس از واژگان و طبقه‌بندی مشابه فارابی یا ابن سینا استفاده نمی‌کند و به عقیدهٔ هنری جرج فارمر، از شیوهٔ ارموی چنین بر می‌آید که مستقیماً از منابع یونانی تأثیر پذیرفته بوده‌است.</ref>

### قطب‌الدین شیرازی
قطب‌الدین محمود بن مسعود بن مصلح کازرونی معروف به قطب‌الدین شیرازی در سال ۶۳۳ ه‍.ق در کازرون به دنیا آمد و در دربار احمد تگودار (فرزند هلاکو و از حاکمان ایلخانیان) صاحب منصب بود. وی به هنرهای مختلف از جمله موسیقی مسلط بود، و اگر چه خود شاگرد صفی‌الدین نبود اما شرحی که بر آثار صفی‌الدین نوشت بسیار حائز اهمیت دانسته شده‌است (به ویژه رسالهٔ درة التاج لغرة الدباج که شرحی است بر رسالهٔ شرفیهٔ ارموی). با این حال برخی معتقدند که نظریات قطب‌الدین مورد استفادهٔ دیگران نبوده و نظریه‌پردازان موسیقی هم‌عصر او نیز با دیدگاه‌های او آشنا نبوده‌اند. در مقابل، اعتبار انتقال مکتب منتظمیه از غرب ایران و فرهنگ عربی و عثمانی به شرق ایران و منطقهٔ هرات را به عبدالقادر می‌دهند و وی را عامل گسترش حوزهٔ مکتب منتظمیه می‌دانند. همچنین عبدالقادر اطلاعات بسیاری افزون بر آنچه صفی‌الدین در رساله‌هایش نگاشته بود ارائه کرده‌است از قبیل توصیف انواع فرم‌های موسیقی، جزئیات بیشتر در مورد مدها و ریتم‌های موسیقی، و نیز سازشناسی.

### عبدالقادر مراغه‌ای
عبدالقادر غیبی مراغی مشهور به عبدالقادر مراغه‌ای در سال ۷۵۷ ه‍.ق در مراغه به دنیا آمد. وی بر موسیقی تسلط فراوان داشت و شرحی که بر رسالهٔ الأدوار ارموی نوشت (با نام شرح الأدوار) یکی از آثار شناخته شدهٔ او شمرده می‌شود. ساخت تصنیف‌هایی متعدد به وی نسبت داده می‌شود که در مورد برخی از آن‌ها از طریق آثار خودش اطلاعاتی نیز موجود است. عبدالقادر در دربار سلطان احمد جلایر (در تبریز) صاحب منصب بود و پس از شکست وی توسط تیمور به جرگهٔ موسیقی‌دانان تیمور در سمرقند پیوست و پس از مرگ تیمور به هرات رفت و جذب دربار پسرانش (خلیل و شاهرخ) شد و در این زمان بود که بیشتر آثار نظری خود را نگارش کرد. از عبدالقادر به عنوان برجسته‌ترین نظریه‌پرداز مکتب منتظمیه یادشده‌است. برخلاف صفی‌الدین که آثارش عمدتاً به عربی بودند، عبدالقادر رساله‌هایی به فارسی نوشت که منجر به گسترش شاخهٔ فارسی‌زبان مکتب منتظمیه شد. آثار عبدالقادر عمدتاً تحت تأثیر نظریات صفی‌الدین بودند اما در آن‌ها اشاراتی به نظریات قطب‌الدین شیرازی و فارابی نیز دیده می‌شود که نشان می‌دهد به آثار آن‌ها و ابن سینا نیز دسترسی داشته‌است.

## ویژگی‌ها
مهم‌ترین مفاهیم در مکتب منتظمیه عبارت بودند از تعریف یک گام موسیقی مبتنی بر نظام کوک خالص که تمام فواصل موسیقایی رایج در موسیقی جهان اسلام را در خود داشت و «خالص‌ترین گام در زمان خودش بود»، و توصیف فواصل موسیقایی از طریق نظریهٔ ادوار (نظریهٔ ادوار رویکردی نظری به موسیقی بود که در آن گام‌های موسیقی به صورت دوایری شرح داده می‌شدند و فواصل هر یک از درجات یا «ابعاد» آن‌ها به روش ریاضی محاسبه و شرح داده می‌شد). سایر ویژگی‌های مکتب منتظمیه عبارتند از: توجه به ویژگی‌های آکوستیک ساز (در چارچوب ابعاد و ادوار)، توجه به مفهوم «ایقاع» (ریتم) که در سنت پیشین مورد توجه نبود، و ابداع مفاهیم و واژگانی نوین (نظیر «دور»، «شد» و «مقام») یا ارائهٔ تعریف جدیدی از واژگان موجود (نظیر «شعبه»)، برای توصیف نظری موسیقی.
اگر چه پیش از ارموی نیز نظریه‌های مختلف برای گام موسیقی ارائه شده بود، اما آنچه نظریهٔ مکتب منتظمیه را از نظریه‌های پیش از آن متمایز می‌کند آن است که در آن هر اکتاو به هفده فاصله شده‌است به شکلی که هم به درجه‌های تنبور خراسانی (که یشتر توسط فارابی در کتاب موسیقی کبیر شرح داده شده بود) نظم می‌بخشد و تعدیلی را در فواصل مورد اختلاف دانشمندان پیشین اعمال می‌کند چنان‌که با اصول فیثاغورث نیز سازگار باشد.
توصیف نوعی ساز عود با پنج سیم (موسوم به عود کامل) در آثار نظریه‌پردازان مکتب منتظمیه یافت می‌شود؛ طرحی از این ساز نیز در الأدوار به صورت یک نقاشی آمده‌است، و در آثار اخوان الصفا اندازه‌گیری‌های دقیقی از این ساز ارائه شده‌است. همچنین در مکتب منتظمیه برخی از نظریات فیثاغورث مورد پذیرش نبودند؛ مثلاً در تعریف ادوار از فاصلهٔ سوم کوچک و ششم بزرگ استفاده نمی‌شد و به جای آن در مقام‌هایی نظیر زیرافکند یا حجاز از فاصلهٔ ششمی استفاده می‌شد که مبتنی بر وسطای زلزل بود.
در مکتب منتظمیه استفاده از ریاضیات برای تجزیه و تحلیل موسیقی بسیار مورد توجه بود. در این مکتب، هر گام موسیقی شامل ۱۷ پرده بود که فواصل آن در اصل با روشی که توسط فیثاغورث تعریف شده بود محاسبه می‌شدند جز آن که فواصل دیگری (که در محاسبات فیثاغورث نبود و مختص موسیقی اسلامی-ایرانی است) نیز در این روش محاسبه و تعدیل می‌شدند. به بیان دیگر، مکتب منتظمیه بر روش‌هایی استوار بود که پیش از آن نیز به کار گرفته شده بودند، اما به خاطر «نظم نوینی» که در مبانی نظری موسیقی سرزمین‌های اسلامی طرح کرد حائز اهمیت است. این نظم تنها محدود به توصیف گام‌ها و فواصل موسیقی نبود و شامل طبقه‌بندی ادواری ریتم‌های موسیقی (ایقاع) نیز می‌شد.
یک جنبهٔ دیگر اهمیت این مکتب در آن است که رساله‌های موسیقی از زمان این مکتب و برای اولین بار به‌طور دقیق به اجرای موسیقی اشاره کرده‌اند. احتمالاً از آنجا که تئوری موسیقی ایرانی تا پیش از این مکتب از پیچیدگی کافی برخوردار نبوده، امکان توصیف دقیق موسیقی به شکلی که اجرا می‌شده نیز وجود نداشته‌است، اما زیرساخت نظری ارائه شده در مکتب منتظمیه، برخلاف پیچیدگی‌اش، باعث شده که تحلیل عملی موسیقی ساده‌تر شود.
مکتب منتظمیه همچنین از این جهت حائز اهمیت دانسته می‌شود که مفهوم ملایمت را نه فقط برای فاصلهٔ بین دو نت، که برای فواصلی که شامل چند نت هستند و نیز برای یک اکتاو کامل (یک دور) تعریف و توصیف می‌کند. به بیان دیگر، طبقه‌بندی ادوار به دستهٔ ادوار ملایم و ادوار ناملایم، یکی از جنبه‌های نوآورانهٔ این مکتب نظری است.

## نقد
مکتب منتظمیه هم به جهت رویکرد علمی و دقیقی که به موسیقی داشته و هم به جهت استمرارش در طول زمان و رویکرد نقادانه‌اش به مکاتب پیشین، مورد ستایش قرار گرفته‌است. این مکتب، بستر طرح جدی‌ترین و دقیق‌ترین موضوعات نظری در موسیقی‌شناسی حوزهٔ اسلامی قرون وسطی دانسته می‌شود. روش‌شناسی امروزی موسیقی خاورمیانه نیز تداوم همین مکتب دانسته می‌شود. به عقیدهٔ سعید کردمافی، مکتب موسیقی پیشین (مکتب مدرسی) به طرز ویژه‌ای متأثر از یک شخص یعنی ابونصر فارابی بوده و روش‌شناسی فارابی، بر موسیقی‌شناسان مسلمان پیش از خودش مبتنی نبوده‌است؛ این در حالی است که در مکتب منتظمیه، شاهد تداوم یک روش‌شناسی برای حدود ۲ سده هستیم که حائز توجه است. همچنین، اگر چه در مکتب مدرسی هم نقد آثار دیگر مکاتب وجود داشته‌است — چنانکه برخی آثار فارابی شامل نقدی بر آثار پیشینیانش نظیر اسحاق موصلی و منصور طلحه طاهری و ابویوسف کندی نیز هست — اما تداوم یک فضای نقادانه، چنانکه در آثار صفی‌الدین ارموی و قطب‌الدین شیرازی و عبدالقادر مراغه‌ای دیده می‌شود، تا پیش از مکتب منتظمیه در موسیقی حوزهٔ اسلامی دیده نمی‌شود. خصوصاً که این آثار، شامل «نقد بر نقد» نیز هست، چنان‌که ارموی آرای فارابی را نقد می‌کند و شیرازی، با طرح دیدگاه هر دوی آنان به اشکالات دیدگاه صفی‌الدین می‌پردازد و آرای او بعداً توسط مراغه‌ای مورد نقد قرار می‌گیرند.
از سوی مقابل، نپرداختن به وجوه زیبایی‌شناسی موسیقی در این مکتب، یکی از نقاط ضعف آن دانسته شده‌است. همچنین، رویکرد مؤلفان آثار این مکتب در تعریف ادوار به شکلی که از تمام پرده‌های یک ساز بتوان تمام ادوار را به دست آورد، اگر چه به لحاظ نظری حائز اهمیت است اما با واقعیت موسیقی آن زمان ناسازگار دانسته شده‌است.
نظریات صفی‌الدین در مورد ملایمت نیز مورد نقد بوده‌اند، چرا که در برخی حالات، افزودن یک درجه به گام به شکلی که با دیگر درجات گام فواصل ملایمی دارد می‌توانست باعث بشود که کل آن دور ناملایم‌تر طبقه‌بندی بشود. همچنین فواصلی که ارموی در رسالهٔ الأدوار برای مطبوع‌سازی گام هفده فاصله‌ای تعریف می‌کند، مورد نقد بوده‌است. ارموی برای محاسبهٔ فواصل گام، از دو فاصلهٔ کوچکتر بهره می‌گیرد که یکی ۹۰ سنت و دیگری ۲۴ سنت هستند. به این ترتیب، یک پردهٔ کامل معادل ۲۰۴ سنت محاسبه می‌شود که به واقعیت موسیقی خاورمیانه بسیار نزدیک است اما برای فاصلهٔ کوچکتر به نام مجنب تلویحاً به دو مقدار متفاوت ۱۱۴ و ۱۸۰ سنت می‌رسیم که هر دو، دست کم با موسیقی ایرانی و عربی تفاوت ملموس دارند. البته بعداً ارموی در رسالهٔ شرفیه به این نقدها اشاره می‌کند و گام دیگری معرفی می‌کند که به نظر می‌رسد بر اساس عمل رایج در موسیقی زمان او شکل گرفته‌است.
آثار دورهٔ مکتب منتظمیه از چند جهت دیگر هم مورد نقد بوده‌اند که برخی از این انتقادات به آثار دورهٔ مکتب مدرسی نیز وارد است. برای مثال، تمرکز این آثار بر توصیف نظری موسیقی (از نظر تنالیته و ریتم بوده و به ابعاد اجتماعی موسیقی نپرداخته‌اند. همچنین از آنجا که موسیقی مورد بحث در این آثار در گسترهٔ جغرافیایی وسیعی از سرزمین‌های اسلامی (که حتی تا مصر هم می‌رسیده) اجرا می‌شده‌است، انتظار می‌رود که تفاوت‌های نظری و عملی در موسیقی مناطق مختلف وجود داشته باشد که این آثار به آن اشاره‌ای نکرده‌اند.

## آثار شاخص
مهم‌ترین رساله‌های این مکتب عبارتند از:
- الأدوار از صفی‌الدین ارموی
- رساله شرفیه از صفی‌الدین ارموی
- درة التاج از قطب‌الدین شیرازی
- شرح ادوار از عبدالقادر مراغه‌ای
- جامع الالحان از عبدالقادر مراغه‌ای
- مقاصد الالحان از عبدالقادر مراغه‌ای
- رسالهٔ موسیقی در کتاب نفائس الفنون از محمد بن محمود آملی
- رسالهٔ موسیقی عبدالرحمان جامی
- رسالهٔ مقدمة الأصول نوشتهٔ نظام‌الدین علیشاه بن حاجی بوکه اوبهی
- رساله در موسیقی از بنایی

## یادداشت
1. ↑  Scholastic School
2. ↑  منصور بن طلحه بن طاهر بن حسین
3. ↑  در تئوری موسیقی غربی، به این فواصل لیما و کما گفته می‌شود؛ برای توضیحات بیشتر نیم پرده § کوک فیثاغورثی را ببینید.
4. ↑  برخی آثار که در سده‌های بعدی توسط نویسندگانی همچون ابن کر که جزء مکتب منتظمیه دانسته نمی‌شوند نوشته شده‌اند، اطلاعاتی راجع به موسیقی مناطق دیگر همچون مصر به دست می‌دهند.[۵۰]